# Paporotno
Paporotno (en rus: Папоротно) és un poble de l'óblast de Nóvgorod, a Rússia, segons el cens del 2011 tenia un habitant.